# جدال در مهتاب
جدال در مهتاب فیلمی به کارگردانی وینچنسو دل آکوویلا و نویسندگی کوروش سلحشور ساختهٔ سال ۱۳۴۲ است. این فیلم محصول مشترک ایران و ایتالیا بود.

## بازیگران
- ارنو کریزا
- ماریا پیا
- پرخیده
- منوچهر نادری
- نصرت‌الله محتشم
- لوچیا
- علی زندی
- همایون
- میرزاده
- صولتی
- مینو
- شریعتمداری
- ایرج محمودی
- فریدون نریمان

## عوامل تولید
- موسیقی: لوریس چکناواریان
- تدوین: راگنار
- فیلمبرداری: گوييدو كاسلوويچ